# Transmongolská magistrála
Transmongolská magistrála je železnice vedoucí z Ulan-Ude v Burjatsku přes Mongolsko do Pekingu v Číně.

## Trať
Transmongolská magistrála představuje nejkratší železniční spojení mezi Moskvou a Pekingem. Trať začíná v Ulan-Ude, kde se připojuje na Transsibiřskou magistrálu, a končí v městě Ťi-ning ve Vnitřním Mongolsku, kde se napojuje na čínskou železniční síť. Magistrála též spojuje mongolské hlavní město Ulánbátar a Peking, hlavní město Čínské lidové republiky. Na mongolském území má trať důležité odbočky do Erdenetu a Baganúru. Nově jsou budovány i odbočky na území Číny.
Vedle Ulan-Ude, Ulánbátaru a Pekingu jsou dalšími důležitými městy na trati Süchbátar, Darchan, Čojr, Sajnšand, Zamyn-Úd (v Mongolsku) a Erenhot (na hranicích Mongolska a čínského Vnitřního Mongolska, kde se mění rozchod a vagonům se vyměňují podvozky), Ta-tchung a Ťi-ning (v ČLR).
V Mongolsku je magistrála většinou jednokolejná, v Číně dvoukolejná. Rozchod kolejí je v části vedoucí Ruskem a Mongolskem 1 520 mm. Stejný rozchod byl i v čínské části, avšak po přebudování v roce 1965 je nyní standardních 1 435 mm. Tím však magistrála ztratila na významu z hlediska tranzitní dopravy.
Trať je někdy považována za odbočku Transsibiřské magistrály, ze které se odpojuje na km 5 650, a její kilometráž je stále počítána od Moskvy. Její délka k napojení na čínskou železniční síť (původně 1 706 km) se v r. 1995 zkrátila po výstavbě nové čínské Ťi-ningské trati vedoucí do města Chor-ťchin.

## Provoz
Hlavním dopravcem jsou Mongolské železnice [Монголын Төмөр Зам (Mongolyn Tömör Zam)], které na trati přepravují 80 % veškerého zboží a 30 % cestujících.
Objem přepravy zboží po roce 1990 poklesl na polovinu, ale do roku 2005 dosáhl téměř původní úrovně. V roce 2001 bylo přepraveno 4,1 mil. cestujících.
K potahu většiny vlaků se používá dvou lokomotiv.

## Historie
Rozvoj železnic v Mongolsku začal poměrně pozdě. První byla postavena v r. 1938 trať Ulánbátar – Nalajch, která vedla z hlavního města k černouhelným dolům a měla normální rozchod 1 435 mm. Transmongolská magistrála byla vybudována v letech 1949–1961 následujícím způsobem:
- 1949 – podpis smlouvy mezi Mongolskem a Sovětským svazem o vytvoření akciové společnosti Železnice Ulánbátár
- 1949 – příjezd prvního vlaku
- 1950 – trať ze severu dostavěna k Ulánbátáru
- 1952 – podpis trojstranné mezivládní dohody smlouvy mezi Mongolskem, Sovětským svazem a ČLR s cílem vybudovat železniční spojení mezi SSSR a ČLR přes Mongolsko.
- 1955 – dosažení mongolsko – čínské hranice
- 1956 – zprovoznění železničního spojení mezi SSSR a ČLR přes Mongolsko
- 1961 – dokončení nezbytné infrastruktury
- 1965 – upraven rozchod kolejí v části vedoucí ČLR

## Galerie

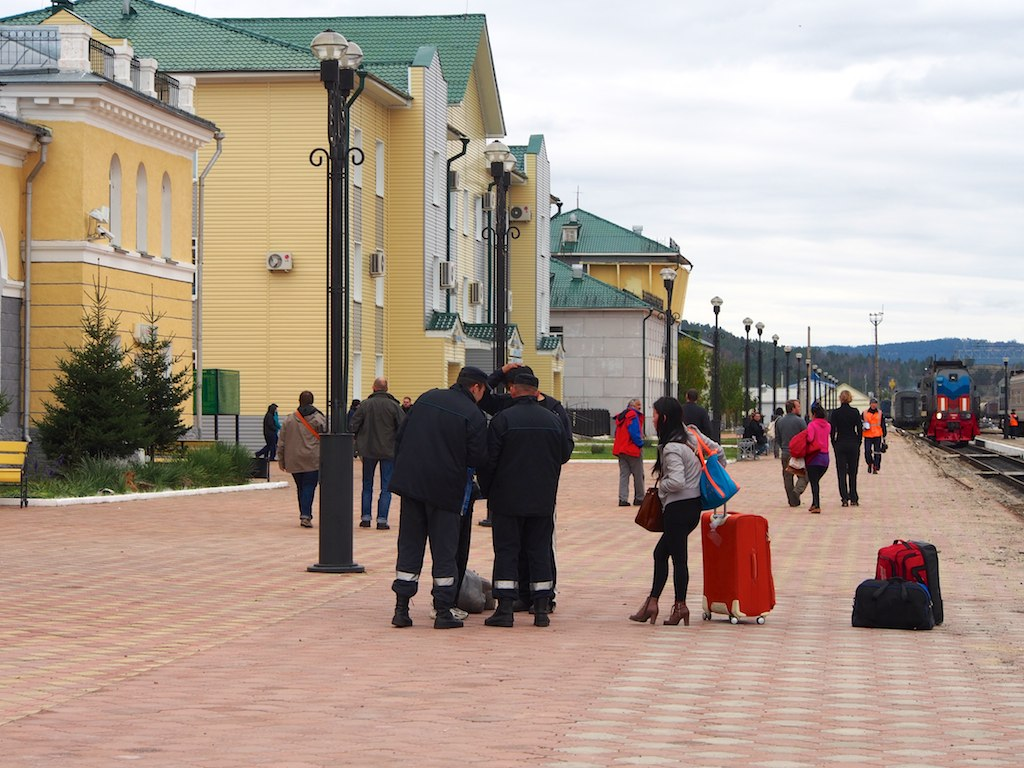
Stanice Nauški
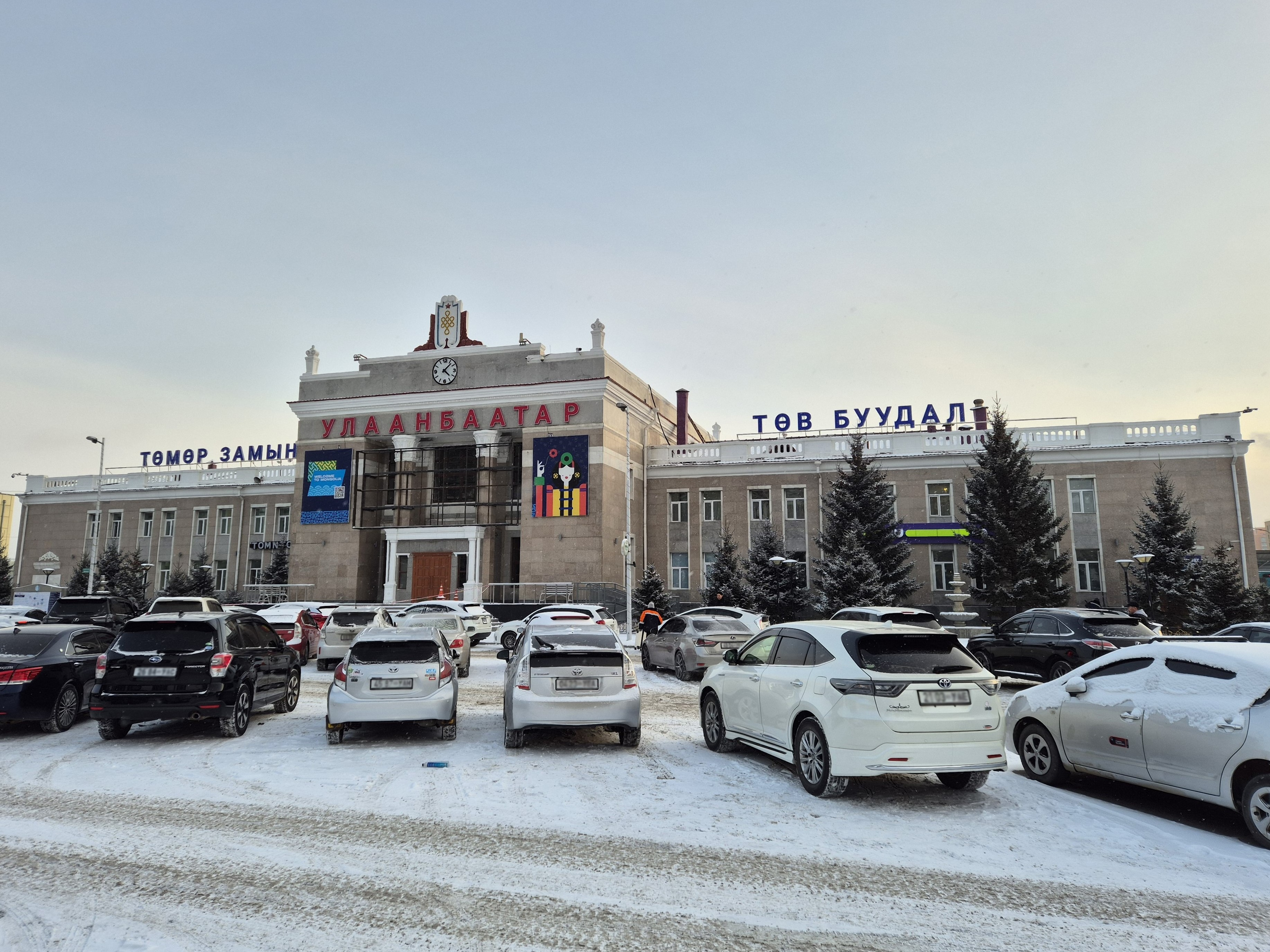
Nádraží v Ulánbátaru
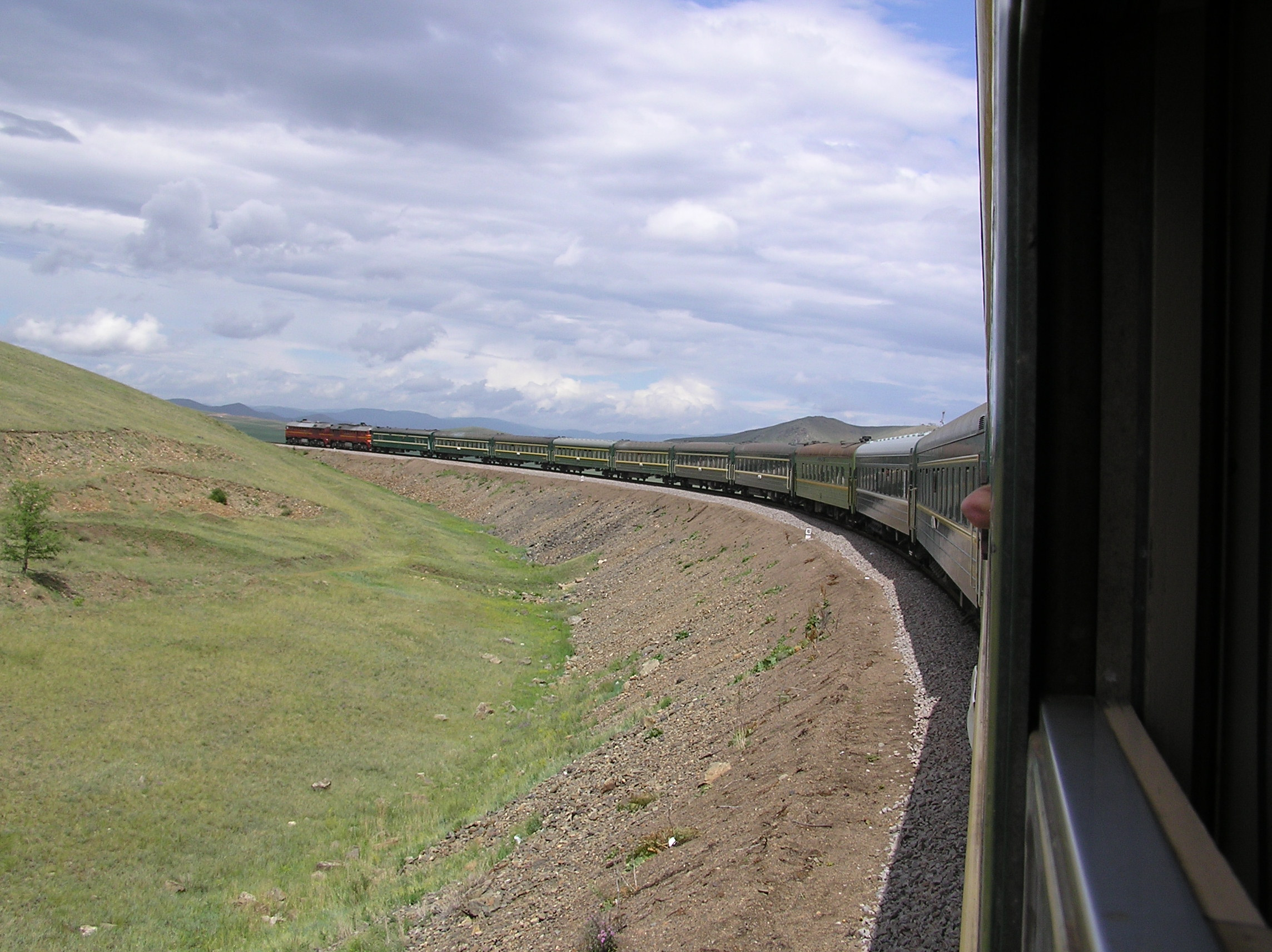
Transmongolská magistrála v poušti Gobi
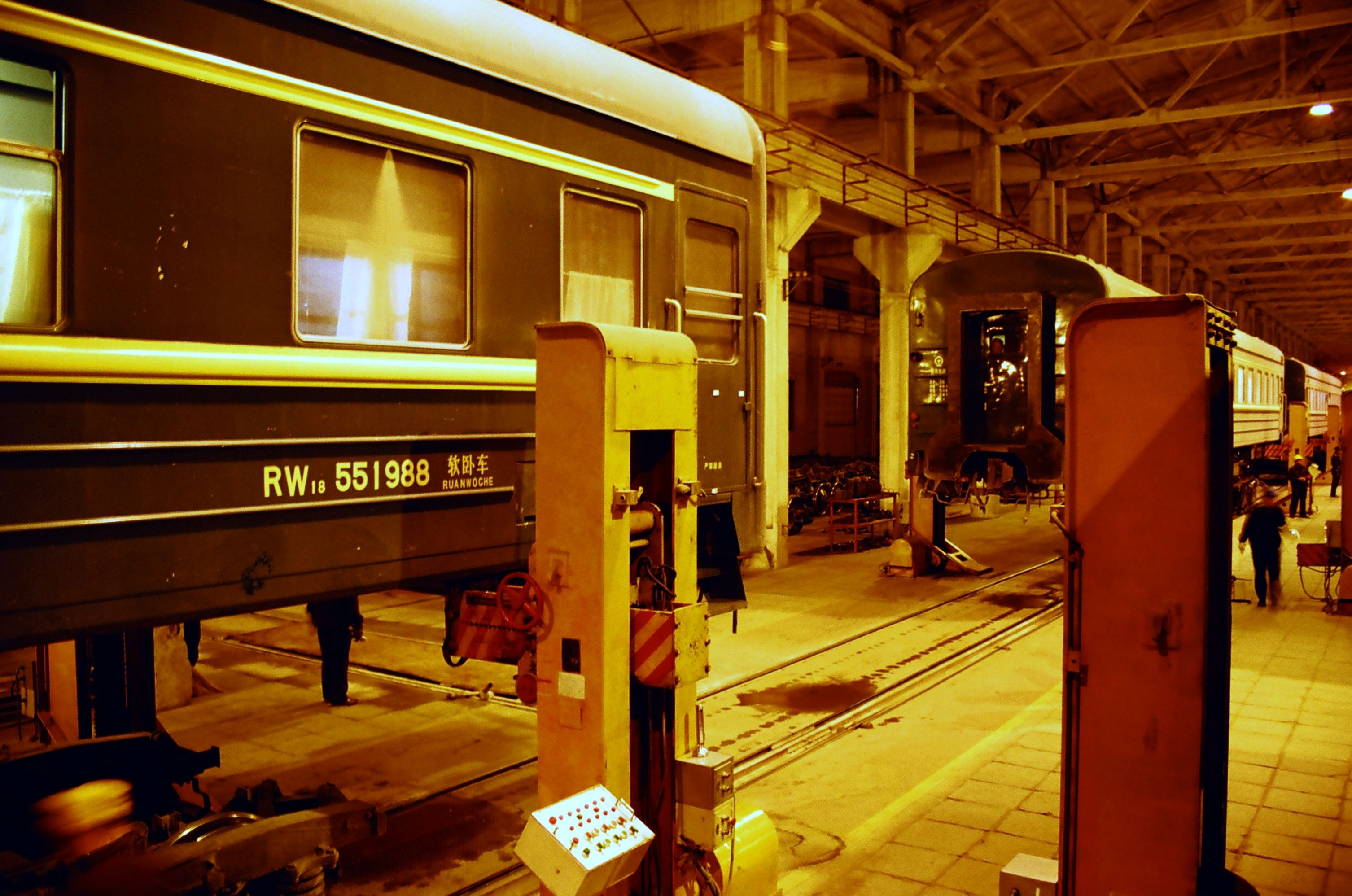
Výměna podvozků na hranici mezi Čínou a Mongolskem
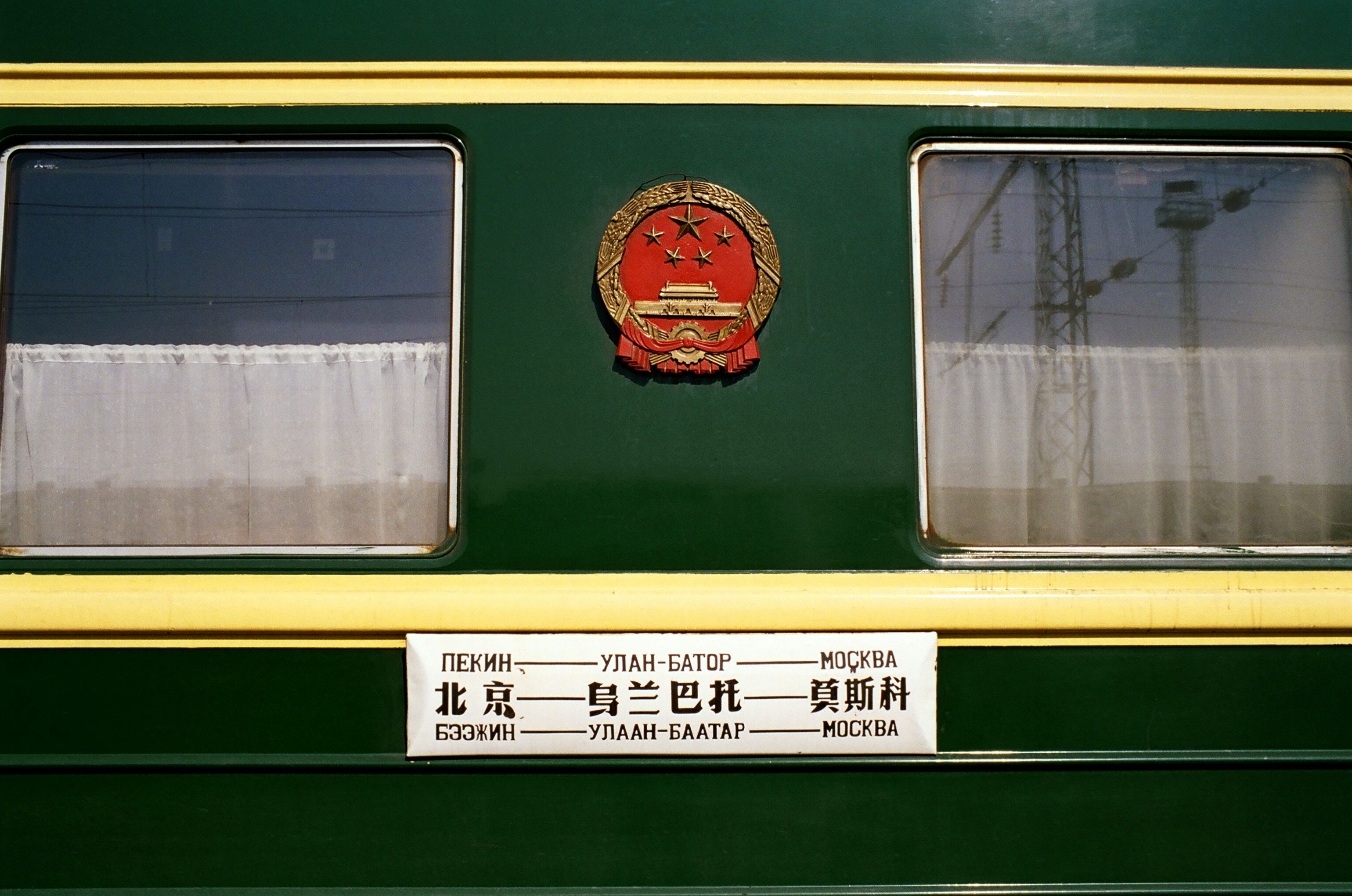
Vagón používaný na trati
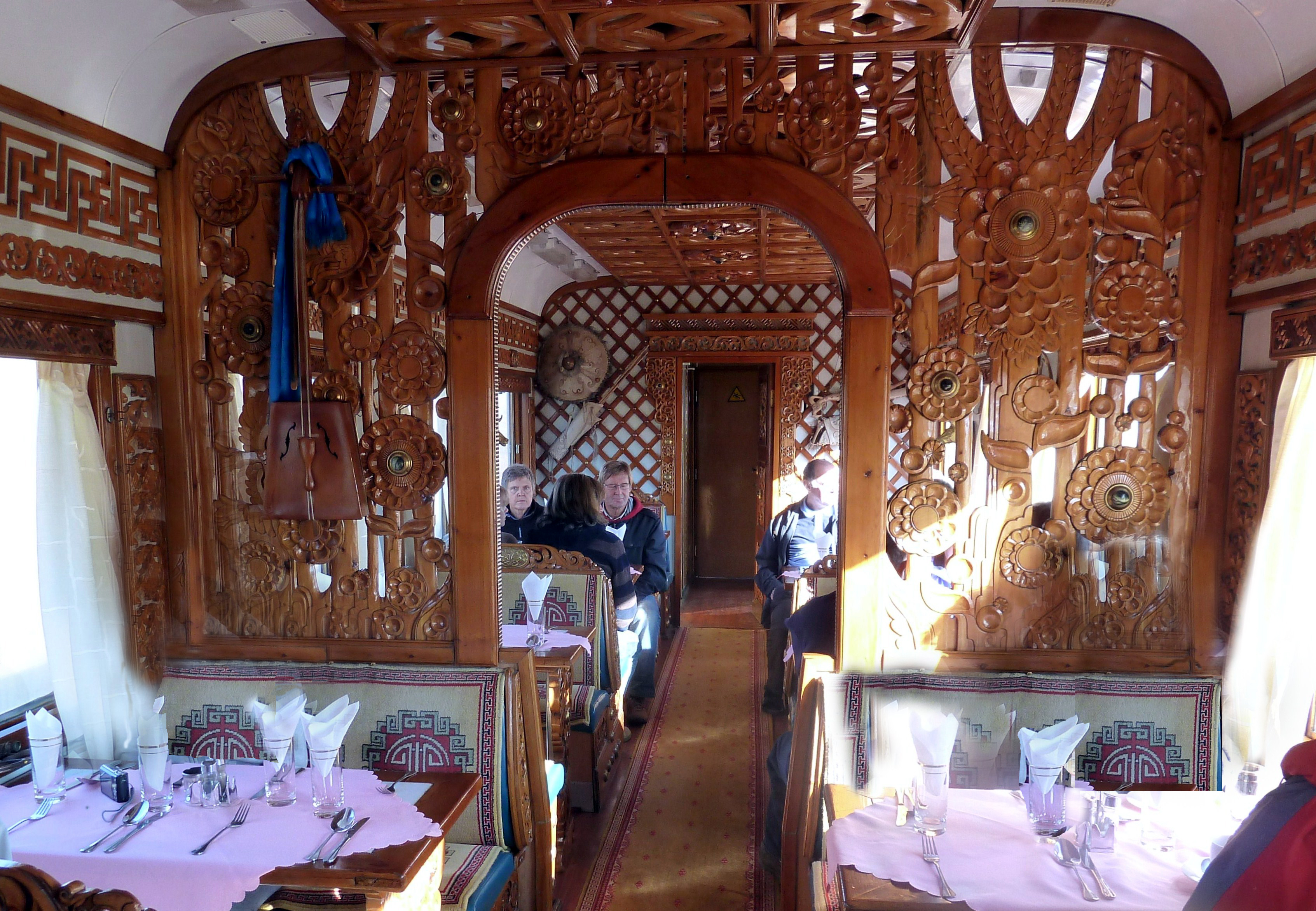
Interiér jídelního vozu